# Hypertension
Hypertension – amerykańskie naukowe czasopismo kardiologiczne o zasięgu międzynarodowym, wydawane od 1979. Oficjalny organ American Heart Association. Miesięcznik.
Czasopismo jest częścią rodziny tytułów naukowych wydawanych przez American Heart Association/American Stroke Association (AHA/ASA). Pokrewne czasopisma wydawane przez AHA/ASA to: „Arteriosclerosis, Thrombosis, and Vascular Biology”, „Circulation”, „Circulation Research”, „Stroke”, „JAHA – Journal of the American Heart Association”, „Circulation: Arrhythmia and Electrophysiology”, „Circulation: Cardiovascular Genetics”, „Circulation: Cardiovascular Imaging”, „Circulation: Cardiovascular Interventions”, „Circulation: Cardiovascular Quality and Outcomes” oraz „Circulation: Heart Failure”. Kwestie wydawniczo-techniczne tytułu leżą w gestii medycznej marki wydawniczej Lippincott Williams & Wilkins, która należy do koncernu Wolters Kluwer.
Czasopismo publikuje oryginalne, recenzowane prace kliniczne, badania podstawowe oraz dotyczące profilaktyki nadciśnienia tętniczego, jak również innych, pokrewnych chorób układu sercowo-naczyniowego, metabolicznego i nerek. Publikowane są także artykuły redakcyjne oraz krótkie przeglądy.
Redaktorem naczelnym (ang. editor-in-chief) czasopisma jest od 2012 roku Anna Dominiczak – związana z University of Glasgow.
Pismo ma współczynnik wpływu impact factor (IF) wynoszący 6,857 (2016) oraz wskaźnik Hirscha równy 242 (2017). W międzynarodowym rankingu SCImago Journal Rank (SJR) mierzącym wpływ, znaczenie i prestiż poszczególnych czasopism naukowych „Hypertension” zostało w 2017 sklasyfikowane na 6. miejscu wśród czasopism z dziedziny medycyny wewnętrznej. W polskich wykazach czasopism punktowanych przez Ministerstwo Nauki i Szkolnictwa Wyższego publikacja w tym czasopiśmie otrzymywała w latach 2013–2016 po 45 punktów.
Czasopismo indeksowane jest w BIOSIS, CAB Abstracts, Chemical Abstracts, Current Contents, EMBASE, Scopusie, MEDLINE oraz w bazie PubMed.